# Nederländerna i Junior Eurovision Song Contest
Nederländerna debuterade i Junior Eurovision Song Contest 2003 och har till och med 2024 deltagit 22 gånger. Nederländerna är det enda land som tävlat i alla upplagor av Junior Eurovision.

## Deltagare
| År   | Artist              | Sång                                  | Översättning         | Språk                            | Placering | Poäng |
| 2003 | Roel                | Mijn Ogen Zeggen Alles                | Mina ögon säger allt | Nederländska                     | 11        | 23    |
| 2004 | Klaartje en Nicky   | Hij Is Een Kei                        | Han är bäst          | Nederländska                     | 11        | 27    |
| 2005 | Tess Gaerthé        | Stupid                                | Dum                  | Nederländska                     | 7         | 82    |
| 2006 | Kimberly            | Goed                                  | Bra                  | Nederländska                     | 12        | 44    |
| 2007 | Lisa, Amy & Shelley | Adem in, adem uit                     | Andas in, andas ut   | Nederländska                     | 11        | 39    |
| 2008 | Marissa Grasdijk    | 1 dag                                 | En dag               | Nederländska                     | 13        | 27    |
| 2009 | Ralf Mackenbach     | Click Clack                           | -                    | Nederländska, engelska           | 1         | 121   |
| 2010 | Anna & Senna        | My Family                             | Min familj           | Nederländska, engelska           | 9         | 52    |
| 2011 | Rachel Traets       | Ik ben een teenager                   | Jag är en tonåring   | Nederländska                     | 2         | 103   |
| 2012 | Femke Meines        | Tik Tak Tik                           | -                    | Nederländska                     | 7         | 69    |
| 2013 | Myléne & Rosanne    | Double Me                             | Dubbla mig           | Nederländska, engelska           | 8         | 59    |
| 2014 | Julia van Bergen    | Around                                | Runt                 | Nederländska, engelska           | 8         | 70    |
| 2015 | Shalisa             | Million Lights                        | En miljon ljus       | Nederländska, engelska           | 15        | 35    |
| 2016 | Kisses              | Kisses and Dancin'                    | Kyssar och dans      | Nederländska, engelska           | 8         | 174   |
| 2017 | Fource              | Love Me                               | Älska mig            | Nederländska, engelska           | 4         | 156   |
| 2018 | Max & Anne          | Samen                                 | Tillsammans          | Nederländska, engelska           | 13        | 91    |
| 2019 | Matheu              | Dans met jou                          | Dansa med dig        | Nederländska, engelska           | 4         | 186   |
| 2020 | Unity               | Best Friends                          | Bästa vänner         | Nederländska, engelska           | 4         | 132   |
| 2021 | Ayana               | Mata Sugu Aō Ne" '(またすぐ会おうね)' | Ses snart            | Nederländska, engelska, japanska | 19        | 43    |
| 2022 | Luna                | La Festa                              | Festen               | Nederländska, engelska           | 7         | 128   |
| 2023 | Sep & Jasmijn       | Holding On to You                     | Håller fast vid dig  | Nederländska, engelska           | 7         | 122   |
| 2024 | Stay Tuned          | Music                                 | Musik                | Nederländska, engelska           | 10        | 91    |